# 霍赫普拉特峰

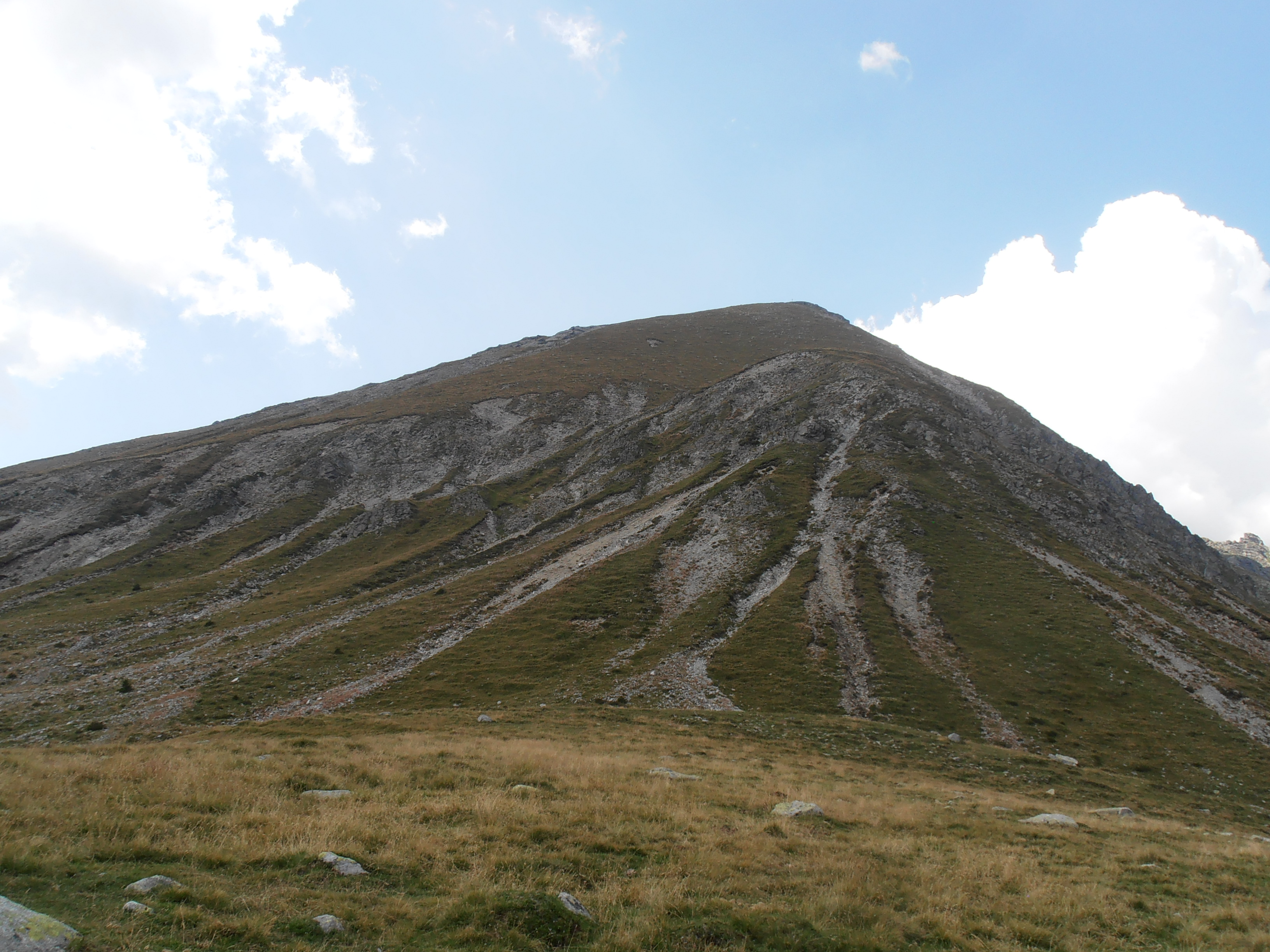

46°41′53″N 11°16′42″E / 46.698109°N 11.278338°E
霍赫普拉特峰（德語：Hochplattspitze），是意大利的山峰，位於該國東北部，由博爾扎諾-南蒂羅爾自治省負責管轄，屬於萨恩塔尔山脉的一部分，距離費丁瑟普拉滕峰0.3公里，海拔高度2,615米。